# Sofia Jakobsson
Eva Sofia Jakobsson (Örnsköldsvik, 23 aprile 1990) è una calciatrice svedese, attaccante del London City Lionesses  e della nazionale svedese.

## Carriera

### Nazionale
Eva Sofia Jakobsson inizia ad essere chiamata dalla Federcalcio svedese (SvFF) per vestire le formazioni giovanili della nazionale, passando dalla under 17 (9 presenze e 7 reti) alla under 19, con la quale raggiunge le semifinali all'Europeo di categoria di Francia 2008 e la finale di Bielorussia 2009 persa con l'Inghilterra, e a seguire la under 20, eliminate al Mondiale di Germania 2010, e fino al raggiungimento dell'età massima con la under 23.
Nel 2011 Jakobsson viene convocata dall'allora ct Thomas Dennerby per indossare la maglia della nazionale maggiore impegnata alla fase finale del campionato mondiale di Germania 2011. Inserita da Jakobsson nella lista delle 21 giocatrici emessa il 30 maggio 2011, condivide con le compagne il percorso della sua nazionale, il terzo posto ottenuto battendo la Francia nella finalina del 16 luglio. Durante il torneo Dennerby la impiega in due occasioni, durante la fase a gironi, nel debutto del 28 giugno, dove al 54' rileva Linda Forsberg nell'incontro vinto per 1-0 sulle avversarie della Colombia, e nella semifinale del 13 luglio, rilevando ancora Forsberg al 65', dove la Svezia viene superata dal Giappone per 3-1.
Dennerby la conferma anche per l'anno successivo inserendola in rosa nella formazione che rappresenta la Svezia al torneo di calcio femminile dei Giochi della XXX Olimpiade di Londra 2012. La squadra, superata al primo posto la fase a gironi ritrova la Francia ai quarti di finale che la elimina dal torneo nell'incontro del 3 agosto vinto dalle Blues per 2-1. Jakobsson viene impiegata in tutti i quattro incontri disputati dalla Svezia..

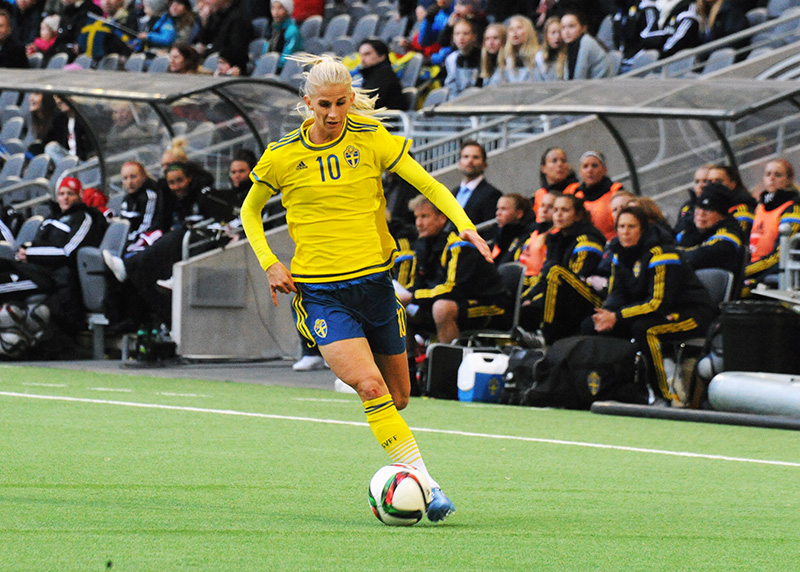
La Jakobsson nel 2015 durante il match Svezia-Danimarca.

L'avvicendamento sulla panchina della nazionale, affidata a Pia Sundhage dopo il termine delle Olimpiadi, non pregiudica la sua presenza con la maglia della Svezia, ottenendo una rinnovata fiducia dal nuovo ct. Sundhage la impiega in alcune amichevoli preparatorie all'Europeo casalingo di Svezia 2013, inserendola in rosa per il torneo. La nazionale svedese, dopo aver concluso al primo posto il gruppo A nella fase a gironi grazie a due vittorie, con Finlandia e Italia, e il pareggio per 1-1 con la Danimarca, supera agevolmente l'Islanda ai quarti di finale con il rotondo risultato di 4-0, tuttavia non riesce a superare le semifinali causa l'eliminazione della squadra che vincerà il torneo, in questa edizione la Germania, che vince l'incontro per un solo gol siglato al 33' da Dzsenifer Marozsán. Jakobsson viene impiegata in quattro dei cinque incontri disputati dalla sua nazionale, saltando la partita con l'Italia, giocando da titolare tutti i 90 minuti con la Finlandia.
Ai mondiali del 2015 in Canada ha segnato una rete contro l'Australia.
L'infortunio subito durante la stagione di D1 con il Montpellier le pregiudica l'inserimento in rosa per l'Europeo dei Paesi Bassi 2017, costringendo Soundage a rinunciare a un'importante pedina nel settore offensivo.

## Palmarès

### Club
- Campionato russo: 1

Rossiyanka: 2011-2012
- Campionato svedese: 2

Umeå: 2007, 2008
- Coppa di Svezia: 1

Umeå: 2007
- Supercoppa svedese: 2

Umeå: 2007, 2008
- Campionato inglese di seconda divisione: 1

London City Lionesses: 2024-2025

### Nazionale
- Argento olimpico: 2

Rio de Janeiro 2016
Tokyo 2020
- Algarve Cup: 1

2018 (condiviso con i Paesi Bassi)

### Individuale
- Capocannoniere Algarve Cup: 1

2015